# Anjimi
Anjimi (N'Jimi) ou Jimi (Djimi) foi a capital do Império de Canem desde o início do reinado dos sefauas no século XI.

## História
Sua localização é desconhecida. Foi descrita por Dreses como um pequeno povoado, nem maior ou mais relevante que a capita anterior Manã, que estava aproximadamente a três dias de viagem do rio Nilo e oito de Manã e era povoada por gente vil e desprezível que bebia água de poços. O imame Amade ibne Furtua afirmou explicitamente que Ceife, o maí epônimo dos sefauas, veio de Anjimi. Em 1296, Bir II (r. 1277–1296) morreu pacificamente na capital. Sob Idris II (r. 1497–1515), Anjimi, que a séculos havia sido perdida aos bulalas, foi reocupada duas vezes.